# سیارک ۳۱۴۳
سیارک ۳۱۴۳ (به انگلیسی: 3143 Genecampbell، نامگذاری:1980UA) سه هزار و صد و چهل و سومین سیارک کشف شده‌است که در ۳۱ اکتبر ۱۹۸۰ کشف شد.
قدر مطلق سیارک برابر ۱۲٫۶۰ است.